# Gomez' Hamburger
Gomez' Hamburger (ook bekend als IRAS 18059-3211) is waarschijnlijk een jonge ster omgeven door een protoplanetaire schijf in het sterrenbeeld Boogschutter. Het werd eerst geïdentificeerd als een planetaire nevel, en de afstand werd geschat op ongeveer 6500 lichtjaar van de aarde. Later onderzoek suggereerde dat het om een jonge ster gaat, op een afstand van ongeveer 900 lichtjaar van de aarde.
Het object werd in 1985 ontdekt op afbeeldingen in de handen van Arturo Gómez van de Inter-Amerikaanse Sterrenwacht Cerro Tololo bij Vicuña, Chili. De foto's suggereerden dat er een donkere band over het object lag, maar de precieze structuur ervan was moeilijk vast te stellen vanwege de atmosferische turbulentie die alle vanaf de grond genomen beelden bemoeilijkt. De ster heeft een oppervlaktetemperatuur van ongeveer 10.000 K.